# Дом-музей Троцкого
Дом-музе́й Льва Тро́цкого (исп. Museo Casa de León Trotsky) — музей, посвящённый Льву Троцкому. Расположен в районе Койоакан (сейчас в составе Мехико) в доме, где Лев Троцкий жил последние месяцы жизни и где произошло его убийство.
Полное название музея — Институт права убежища — Дом-музей Льва Троцкого (исп. Instituto del Derecho de Asilo — Museo Casa de León Trotsky).

## История
Лев Троцкий и его вторая жена Наталья Седова прибыли в Мексику в 1937 году по личному приглашению президента Мексики Ласаро Карденаса, предоставившего Троцкому политическое убежище. В 1937—1939 годах они жили в Койоакане у Фриды Кало и Диего Риверы в их «синем доме», в котором ныне расположен Дом-музей Фриды Кало. Однако ввиду личных или политических разногласий Троцкий и Седова переселились в дом на соседней улице (на углу Рио Чурубуско и Виена).
В мае 1940 года в доме было совершено первое неудачное покушение группой сталинистов во главе с Сикейросом. 20 августа 1940 года агент НКВД Рамон Меркадер смертельно ранил Троцкого у того в кабинете ударом ледоруба в затылок.
Дом-музей был официально открыт 20 августа 1990 года.

## Экспозиция
Музей включает временную экспозицию, посвящённую деятельности Льва Троцкого, публичную библиотеку, где собраны произведения Льва Троцкого, документы и современная троцкистская литература. В саду дома находится погребальная стела, возведённая в честь Троцкого архитектором Хуаном О’Горманом; там же похоронена Наталья Седова.

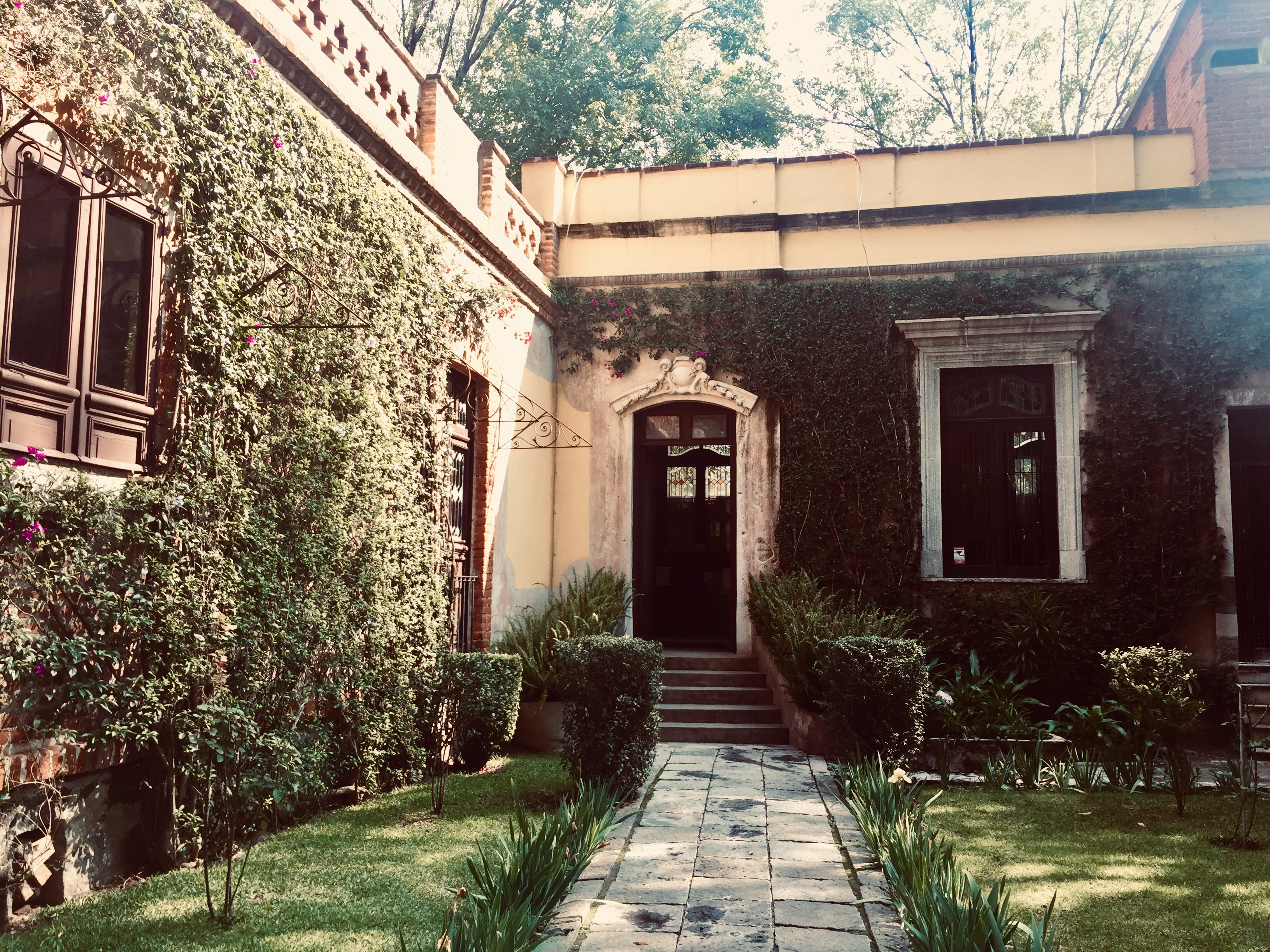
Задний двор дома-музея
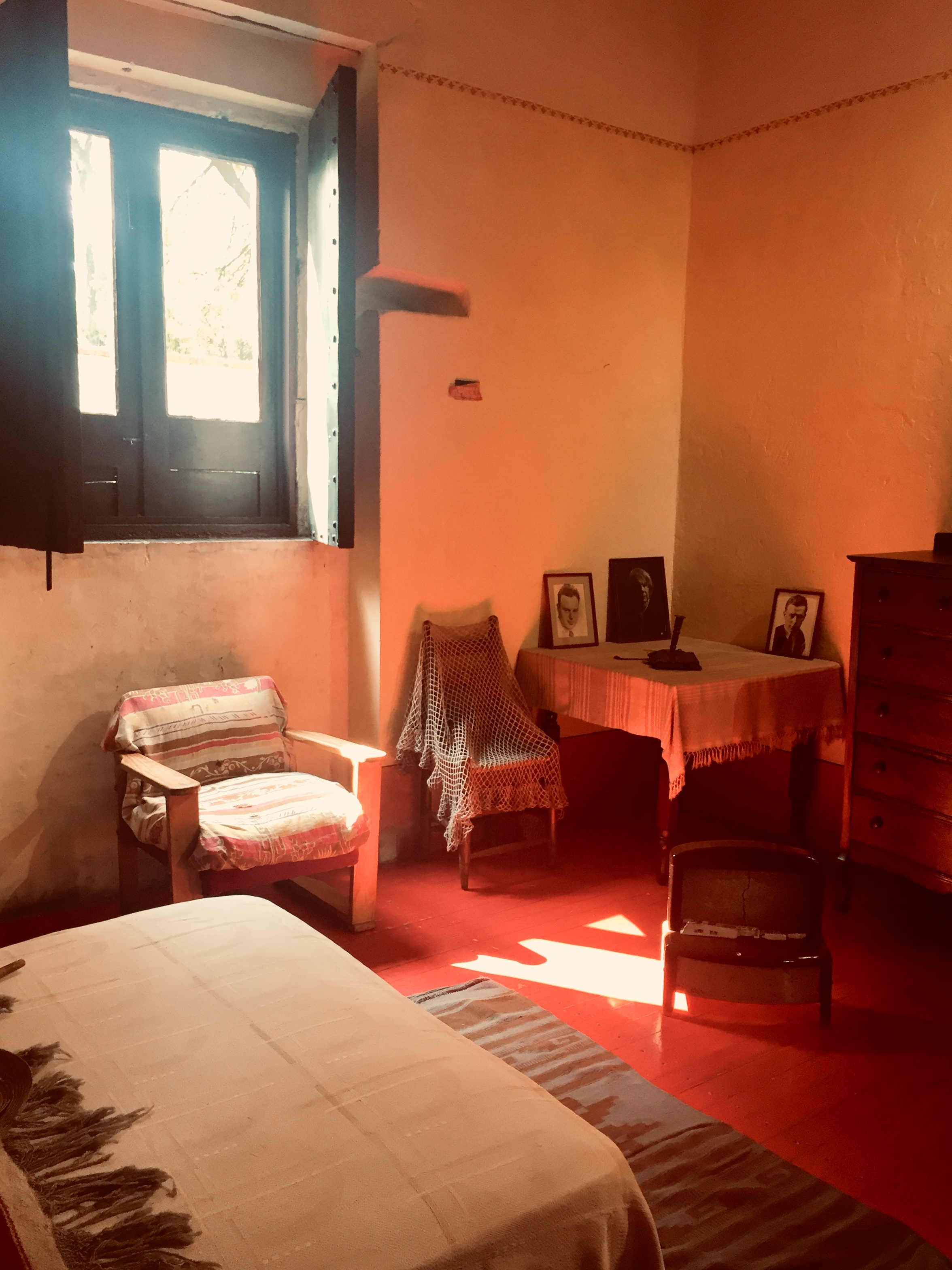
Спальня в доме-музее
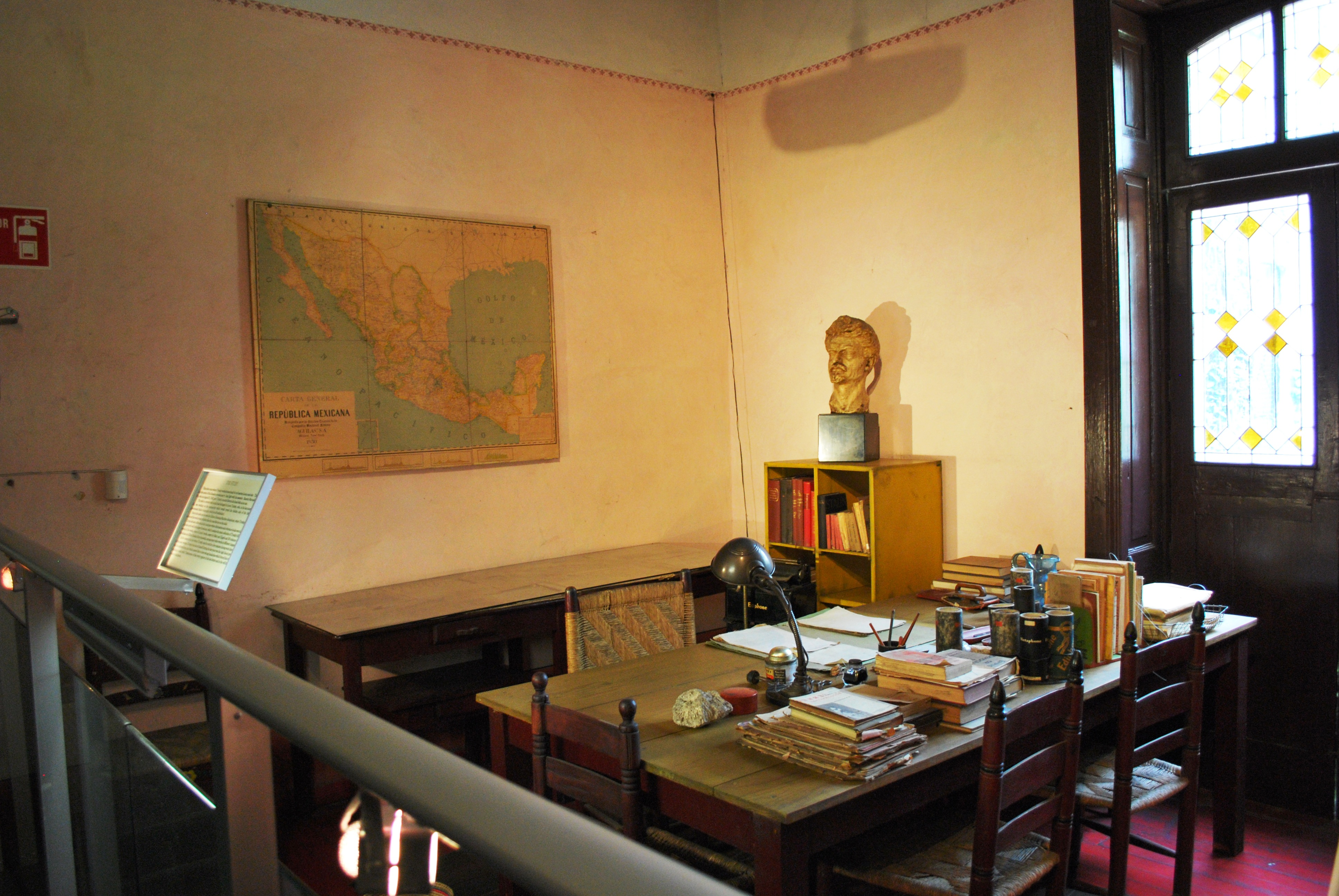
Кабинет Льва Троцкого
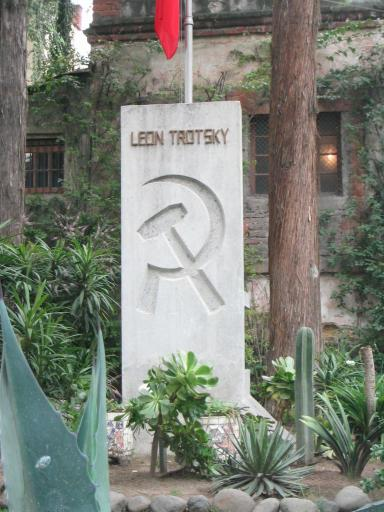
Могила Троцкого перед музеем
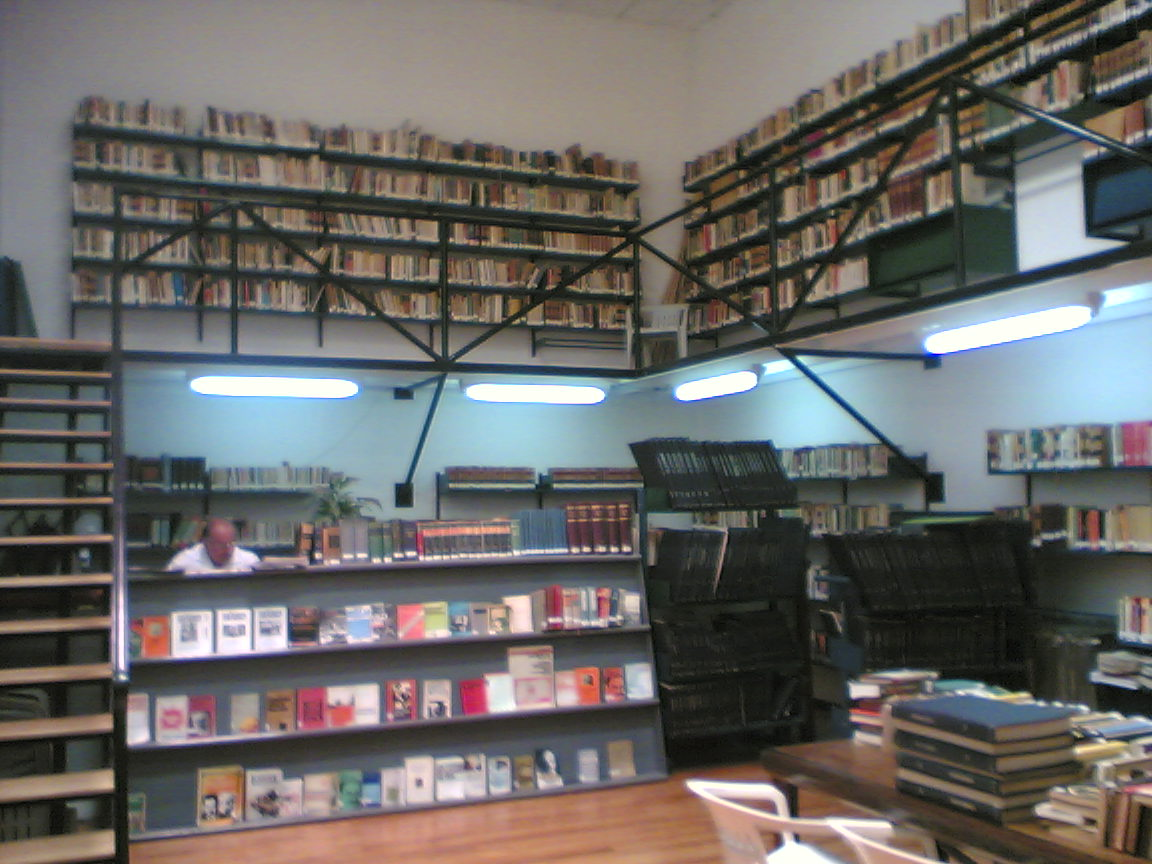
Библиотека
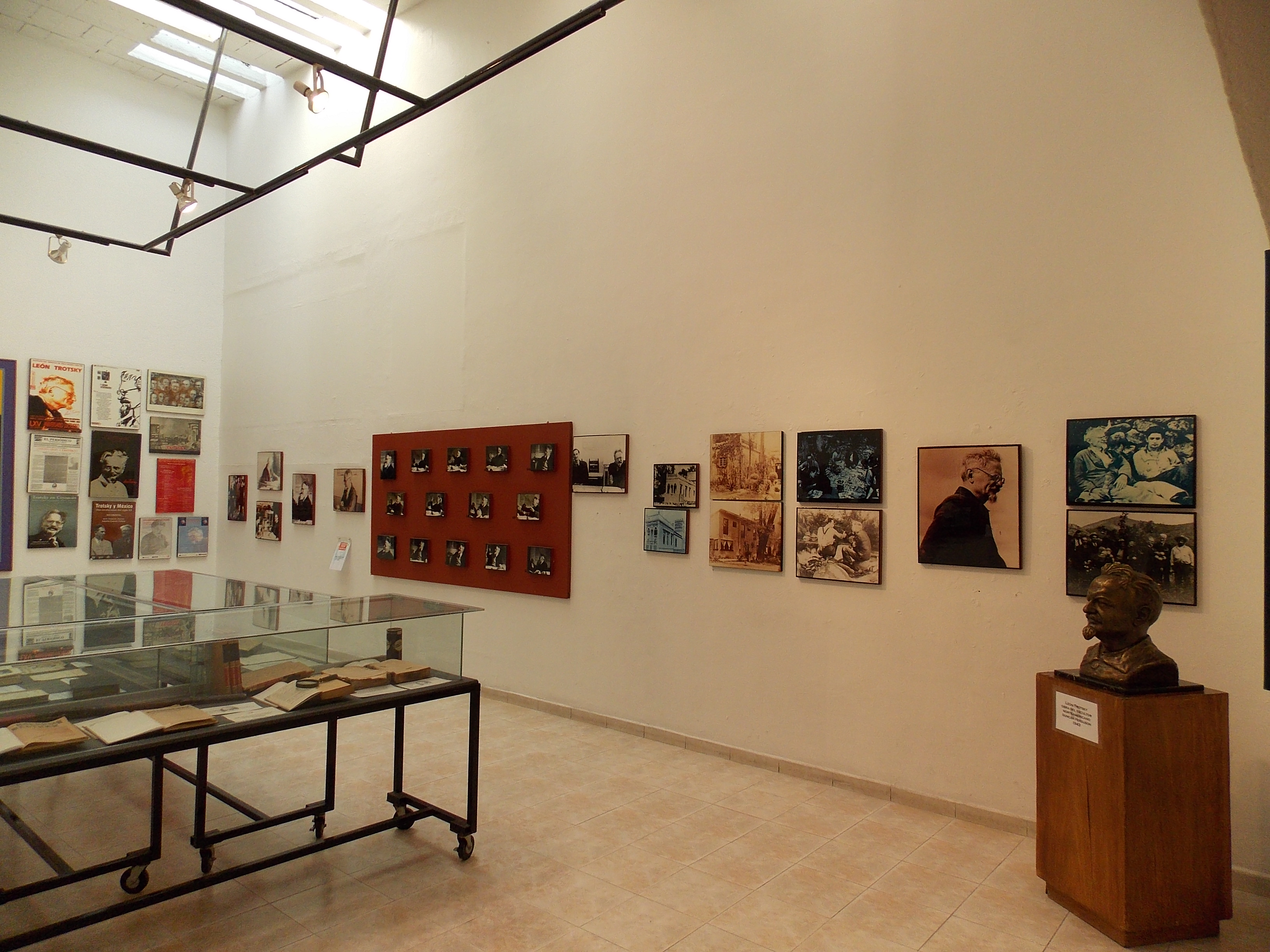
Выставочный зал